# Onogastris pauliani
Onogastris pauliani is een insect uit de orde Phasmatodea en de  familie Bacillidae. De wetenschappelijke naam van deze soort is voor het eerst geldig gepubliceerd in 1952 door Chopard.